# Сесилы
Сесилы (англ. Cecil) — знатный английский род, с уэльскими корнями, ведущий своё основание от Дэвида Сесила (ок. 1460 — 1540?) — придворного английского короля Генриха VIII и члена парламента, который был сыном Ричарда Сесила ап Филипп Сейсиллт оф Алт-ир-Ийнис (англ. Richard Cecil ap Philip Seisyllt of Alt-yr-Ynys), который был родом из Херефордшира и поселились возле Стэмфорда, в Линкольншире.
Сесил — это валлийское имя, англинизированная при крещении, ставшая фамилией, связанной с именем семьи политиков Тюдоров. Название связано с домами в Аллт-ир-инисе, Херефордшире, Берли, Нортгемптоншире, Хэтфилде, Хартфордшире, и первоначально происходит от валлийских ассоциаций.
Самая ранняя известная форма имени — «Ситсилт», которое происходит от валлийского имени «Сейсил»: Сейсил ап Эднивайн (род. 940), отец Лливелина ап Cейcилла (р. 980), который раньше правил на территориях в Уэльсе и передал своему сыну Грифиду ап Лливелину в 1023 году. Он потерял голову в 1063 году во время битвы с англичанами.
В течение XV–XVI веков форма имени постепенно превращается в «Сиссилд», «Сиссел», «Сесилд» и «Сесил». Именно благодаря браку с членом валлийской семьи Роберт Ситсиллт приобрел старый дом семьи, Аллт-ир-инис, а поместья семьи распространилось на Монмутшир. С этого момента Ситсиллты вступает в браки с членами нормандских семей и часто борются против валлийцев. Однако к концу 15 века Ричард Сесил, первый, кто использовал эту форму фамилии, женился на члене валлийской семьи Фиханиайд (позже Вухан) из Тилегласа, что в Брихейниоге.
Единственный сын Дэвида Сесила Уильям Сесил стал первым пэром Англии с титулом барона Бёрли, который он получил в 1571 году от королевы Елизаветы I. Фактически именно сэр Уильям Сесил является родоначальником рода Сесилов в ранге английских и британских пэров.
Старший сын сэра Уильяма сэр Томас Сесил, унаследовал титул отца и стал 2-м бароном Бёрли, а в 1605 году от короля Якова I получил титул графа Эксетера. Один из его потомков сэр Генри Сесил, 10-й граф Эксетер, в 1801 году королём Георгом III был возведён в достоинство маркиза Эксетера. Титул существует до сих пор.
Младший сын сэра Уильяма сэр Роберт Сесил, который был министром при королеве Елизавете I и короле Якове I, в 1603 году становится пэром Англии получив от Якова I титул барона Эссиндена, а в 1604 году титул виконта Крэнборна, и наконец, в 1605 году титул графа Солсбери. Став таким образом основателем ещё одной аристократической линии, в ранге английских пэров, семьи Сесилов. Один из его потомков сэр Джеймс Сесил, 7-й граф Солсбери, в 1789 году королём Георгом III был возведён в достоинство маркиза Солсбери. Титул существует до сих пор.
Из двух основных ветвей рода Сессилов — Эксетеров и Солсбери, так же исходили несколько ветвей, который возводились в пэрское достоинство:
- виконт Уимблдон и барон Сесил из Путни — Эдвард Сесил (1572—1638) — 3-й сын Томаса Сесила, 1-го графа Эксетера, в 1625 году королём Карлом I был возведён в пэрское достоинство виконта Уимблдона и барона Сесила из Путни. Однако в 1638 году он умер, не оставив наследника мужского пола, и оба титула пресеклись.
- виконт Сесил из Челвуда — Роберт Сесил (1864—1958) — 3-й сын Роберта Сесила, 3-го маркиза Солсбери, в 1924 году королём Георгом V был возведён в пэрское достоинство виконта Сесила из Челвуда. Однако в 1958 году он умер, не оставив наследника мужского пола, и титул пресёкся.
- барон Рокли — Ивлин Сесил (1865—1941) — старший сын лорда Юстаса Сесила (1834—1921), младшего брата Роберта Сесила, 3-го маркиза Солсбери, в 1934 году королём Георгом V был возведён в пэрское достоинство барона Рокли. Титул существует до сих пор.
- барон Куиксвуд — Хью Сесил (1869—1956) — 5-й сын Роберта Сесила, 3-го маркиза Солсбери, в 1941 году королём Георгом VI был возведён в пэрское достоинство барона Куиксвуда. Однако в 1956 году он умер, не оставив наследника мужского пола, и титул пресёкся.

Ещё одно пэрство досталось Сесилам в результате женитьбы. 2 сентября 1885 года лорд Уильям Сесил (1854—1943), 3-й сын Уильяма Сесила, 3-го маркиза Эксетера, вступил в брак с Мэри Тиссен-Амхерст, наследницей баронии Амхерст из Хакни, которая в 1909 году, после смерти своего отца Уильяма Тиссена-Амхертса, 1-го барона Амхерста из Хакни, стала 2-й баронессой Амхерст из Хакни. Внук лорда Уильяма и баронессы Мэри Амхерст из Хакни — Уильям Александр, в 1919 году после смерти бабушки стал 3-м бароном Амхерстом из Хакни. Титул существует до сих пор.